# Ioan Ganea
Ioan Viorel Ganea, detto Ionel (Făgăraș, 10 agosto 1973), è un allenatore di calcio ed ex calciatore rumeno, di ruolo attaccante.

## Biografia
Anche suo figlio George è un calciatore.

## Carriera

### Club
Ha giocato come attaccante. Dopo diverse stagioni in patria, nel 1999, dopo aver vinto la classifica dei cannonieri del Campionato di calcio rumeno 1998-1999 e lo scudetto con la maglia del Rapid Bucarest, si è trasferito in Germania nello Stoccarda, rimanendovi per quattro stagioni nelle quali ha vinto due edizioni della Coppa Intertoto ed ha pure giocato la Coppa UEFA.
Nel 2003 ha tentato un'esperienza in Turchia nel Bursaspor ma vi è rimasto per soli 6 mesi.
In seguito ha giocato in Premier League nel Wolverhampton, prima di tornare in Romania dove ha chiuso la carriera.

### Nazionale
Tra il 1999 ed il 2006 è stato nel giro della Nazionale romena con la quale ha segnato 19 reti in 45 presenze. 
Ha fatto parte della spedizione romena ad Euro 2000.

## Palmarès

### Giocatore

#### Club

##### Competizioni nazionali
- Campionato rumeno: 2

Rapid Bucarest: 1998-99
Dinamo Bucarest: 2006-07
- Supercoppa di Romania: 1

Rapid Bucarest: 1999
- Coppa di Romania: 1

Rapid Bucarest: 2006-07

##### Competizioni internazionali
- Coppa Intertoto UEFA: 2

Stoccarda: 2000, 2002

#### Individuale
- Capocannoniere del campionato rumeno: 1

1998-1999 (28 gol)